# الفرقة الميكانيكية العاشرة (سوريا)
الفرقة الآلية العاشرة هي فرقة من الجيش العربي السوري وجزء من الفيلق الثاني. يعد هذا أحد أصغر الأقسام في الجيش العربي السوري وتعود أصوله إلى عام 1973.

## هيكل القيادة
الفرقة الآلية العاشرة (2019)
- اللواء الميكانيكي 62
- اللواء 51 مدرع
- اللواء 58 مدرع

## التاريخ القتالي

### حرب لبنان 1982
في حرب لبنان عام 1982، نشرت الفرقة المدرعة العاشرة جنوب طريق بيروت-دمشق، وداخل بيروت، وتتكون من لواء الدبابات 76 و91 - المجهزين بدبابات T-62 وBMP-1 - واللواء الميكانيكي 85، مجهزة بطائرات T-55 وBTR-60. تم أيضًا تكليف الفرقة بالسيطرة على كتيبة الكوماندوز العشرين أيضًا.
في نفس العام بلغ عن حدوث الانقسام في مذبحة حماة عام 1982.
في عام 2001، أفاد تقدير ريتشارد بينيت لترتيب معركة الجيش أن الفرقة الميكانيكية العاشرة كان مقرها الرئيسي في شتورة، لبنان، وهي جزء من الفيلق الثاني. تم نشر وحداتها الرئيسية في عام 2001 للسيطرة على الطريق السريع الاستراتيجي بين بيروت ودمشق مع اللواء 123 ميكانيكي بالقرب من يانطا، واللواء 51 مدرع بالقرب من زحلة في وادي البقاع، واللواء 85 مدرع، المنتشر حول مجمع المواقع في ضهر البيدر.

### الحرب الأهلية السورية
في سوريا، ورد أن الفرقة شاركت في معركتي القصير بدءًا من 19 مايو 2013، كجزء من هجوم القصير الأكبر، الذي أطلقه الجيش السوري وحركة حزب الله اللبناني في أوائل أبريل 2013. بهدف الاستيلاء على القرى المحيطة ببلدة القصير التي يسيطر عليها المتمردون، وفي النهاية شن هجوم على البلدة نفسها. القصير في محافظة حمص قرب الحدود مع لبنان. كانت المنطقة ذات أهمية استراتيجية كطريق إمداد للمتمردين الذين يقاتلون قوات الحكومة السورية في حمص، ولقربها من المناطق التي تدعمها الحكومة على طول الساحل. وفي سياق هجوم إثريا-الرقة عام 2016، قُتل رئيس أركان الفرقة اللواء حسن سعدو.
لم يعد اللواء 58 موجودًا بأي شكل من الأشكال منذ أواخر عام 2016 على الأقل، ونقل اللواء 85 إلى الفرقة السادسة المشكلة حديثًا في عام 2015. وشكل اللواء 51 مدرع بعد عام 2011 كوحدة مدرعة جديدة تحت قيادة الفرقة العاشرة. وكان اللواء 18 قد انتقل إلى الحرس الجمهوري أواخر عام 2018.